# Pleuromeiales
Die Pleuromeiales sind eine ausgestorbene Gruppe der Bärlapppflanzen (Lycopodiopsida) und kamen im Erdmittelalter (Trias bis Kreide) vor.

## Merkmale
Die Vertreter waren mit maximal 2 m Höhe wesentlich kleiner als die steinkohlebildenden Lepidodendrales und krautig. Sie besitzen Merkmale der Lepidodendrales wie der Isoetales und wurden früher für ein Verbindungsglied dieser beiden Gruppen gehalten.
Die Pleuromeiales sind unverzweigt und tragen einen oder mehrere endständige Zapfen. Ihre wurzelnden Strukturen sind gelappt, kormusartig und besitzen Stigmarien-artige Anhängsel. 
Die Zapfen mancher Formen sind bisporangiat (Heterosporie), während andere nur Sporen einer Größe bilden (Homosporie). Die Sporangien sind etwas in das Sporophyll eingesenkt. Die meisten Formen bilden trilete Megasporen und monolete Mikrosporen. Pleuromeia rossica besitzt allerdings trilete Mikrosporen.

## Vertreter

### Pleuromeia
Die Gattung Pleuromeia ist auf die Trias beschränkt und ist von Fundorten weltweit bekannt, darunter Deutschland, Frankreich, Spanien, Russland, China, Japan, Argentinien und Australien. Ihre Vertreter dürften verschiedenste Standorte besiedelt haben. Funde nördlich Sydney werden als Küsten-Halophyten gedeutet. Exemplare aus China werden als Vertreter trockener Standorte, vielleicht nahe Wüsten-Oasen gedeutet, weitere aus Australien als Pflanzen wechselfeuchter Standorte. Funde aus dem Buntsandstein der Eifel zeigen, dass die hier vorkommende Art Pleuromeia sternbergii zusammen mit dem Farn Anomopteris mougeotii dichte Bestände bildete. 
Pleuromeia trat in der frühen Trias recht plötzlich auf. Dies wird als Wiederbesiedlung vieler terrestrischer Ökosysteme nach dem Massenaussterben am Ende des Perm gedeutet. 
Pleuromeia besitzt einen unverzweigten, aufrechten Stamm von bis zu zwei Meter Höhe. Die Basis (Rhizomorph) ist vierlappig, von ihm gehen in schraubiger Anordnung die Wurzeln ab. An der Spitze von Pleuromeia longicaulis sitzen eine Krone aus länglichen Blättern mit Ligula. Jedes Blatt wird von zwei Leitbündeln versorgt. Unterhalb der Krone schließt sich eine Zone von ausdauernden Blattbasen an, die nach unten in eine Zone von weit auseinanderliegenden Blattnarben übergeht. Der Stamm dürfte über ein sekundäres Dickenwachstum verfügt haben; ob das dabei gebildete Gewebe Rinde oder Leitgewebe war, ist nicht bekannt.
Pleuromeia trägt an der Spitze einen relativ großen Zapfen. Manche Arten könnten auch mehrere Zapfen getragen haben. Dies wird aus dem Vorkommen großer Zahlen kleiner, Cylostrobus genannter Zapfen geschlossen, die an den gleichen Fundstellen wie Pleuromeia vorkommen und möglicherweise von diesen Pflanzen produziert wurden. Einige Arten von Cylostrobus sind bisporangiat, wobei die Megasporangien an der Basis des Zapfens sitzen. Die Megasporen sind bis 700 µm groß, trilet und mit zahlreichen langen Stacheln besetzt. Die Mikrosporen sind monolet und bis 30 µm groß. Aufgrund ihrer Form wird angenommen, dass die Megasporophylle mit Hilfe von Wasser ausgebreitet wurden. 
- Pleuromeia sternbergii aus Deutschland ist die Typusart der Gattung und besaß zwei Arten von Blättern.
- Pleuromeia jiaochengensis aus der frühen Trias von Shanxi ist rund 50 cm groß. Der Stamm ist unverzweigt, die ahlenförmigen Blätter waren rund 3 mm lang. Am Ende des Stammes sitzt ein großer Zapfen aus verkehrteiförmigen Sporophyllen, die diskusförmige Sporangien tragen. Die Megasporen sind bis 500 µm groß.
- Pleuromeia epicharis aus Nord-China ist recht vollständig bekannt.

### Weitere Gattungen
Pleuromeia rossica wurde in eine eigene Gattung Lycomeia überführt. Mikro- und Megasporen besitzen Ultrastruktur-Merkmale, die sie mit den Isoetales verbinden. 
Pleuromeia longicaulis wird von manchen Autoren in eine eigene Gattung Cylomeia gestellt, Ihr werden auch die Zapfen der Skilliostrobus-Typs zugeordnet. Dies ist ein früh-triassischer, hängender, bisporangiater Zapfen aus Australien und Tasmanien. Die Sporophylle sind keilförmig und sitzen in schraubiger Anordnung. In einer adaxialen Grube sitzen die verkehrteiförmigen Sporangien. Der Zapfen ist bis 8 cm im Durchmesser und etwa halb so lang. Die Mikrosporen sind monolet, etwa 40 µm groß und ähneln Aratrisporites, die Megasporen sind trilet und bis 1,1 mm groß und ähneln Horstisporites.
Die unter dem Namen Chinlea beschriebenen versteinerten Stämme aus Nordamerika gehören wahrscheinlich in die Nähe von Pleuromeia. Der Stamm besitzt eine Siphonostele mit außen liegendem Phloem. Das Parenchym ist dünnwandig. Die Blattspuren sind sehr zahlreich, es gibt bis 165 in einem Querschnitt, die Leitbündel sind kollateral. 
Ferganodendron ist von Stämmen mit einem Durchmesser von 20 bis 30 cm bekannt, der mit zahlreichen elliptischen bis rhombischen, schraubig angeordneten Blattbasen bedeckt ist. Die Blätter sind klein und sitzen nur an den distalen Bereichen des Stammes. Innerer Aufbau oder Fortpflanzungsorgane sind unbekannt. 
Lycostrobus ist eine Gattung, die für isoliert gefundene, bisporangiate Zapfen aufgestellt wurde. Sie ist von mehreren triassischen Fundstellen bekannt. Sie wird unter anderem wegen der monoleten Mikrosporen in die Nähe der Pleuromeiales gestellt. Die Sporophylle sind schraubig angeordnet und tragen die Sporangien adaxial. 
Annalepis war lange nur von isoliert gefundenen Sporophyllen bekannt, heute sind auch bis 10 cm lange Zapfen bekannt. Die Sporangien sitzen adaxial auf den Sporophyllen und sind seitlich zumindest teilweise von den Blattspreiten der Sporophylle eingeschlossen. 

## Belege
- Thomas N. Taylor, Edith L. Taylor, Michael Krings: Paleobotany. The Biology and Evolution of Fossil Plants. Second Edition, Academic Press 2009, ISBN 978-0-12-373972-8, S. 316–320.